# 若名英治
若名 英治（わかな えいじ、1870年4月4日（明治3年3月4日） - 1907年（明治40年）3月18日）は、日本の園芸家、アサガオ研究家。
上総国武射郡椎崎村（現在の千葉県山武市）の農家出身。東京専門学校（現・早稲田大学）卒業。
| スタブアイコン | サブスタブ | この項目は、まだ閲覧者の調べものの参照としては役立たない、人物に関連した書きかけの項目です。この項目を加筆・訂正などしてくださる協力者を求めています（P:人物伝/PJ:人物伝）。 |